# Орем (Юта)
Орем (англ. Orem) — місто (англ. city) в США, в окрузі Юта штату Юта. Населення — 98 129 осіб (2020).

## Географія
Орем розташований за координатами 40°17′55″ пн. ш. 111°41′57″ зх. д. / 40.29861° пн. ш. 111.69917° зх. д. (40.298709, -111.699190).  За даними Бюро перепису населення США в 2010 році місто мало площу 47,38 км², уся площа — суходіл.

## Демографія

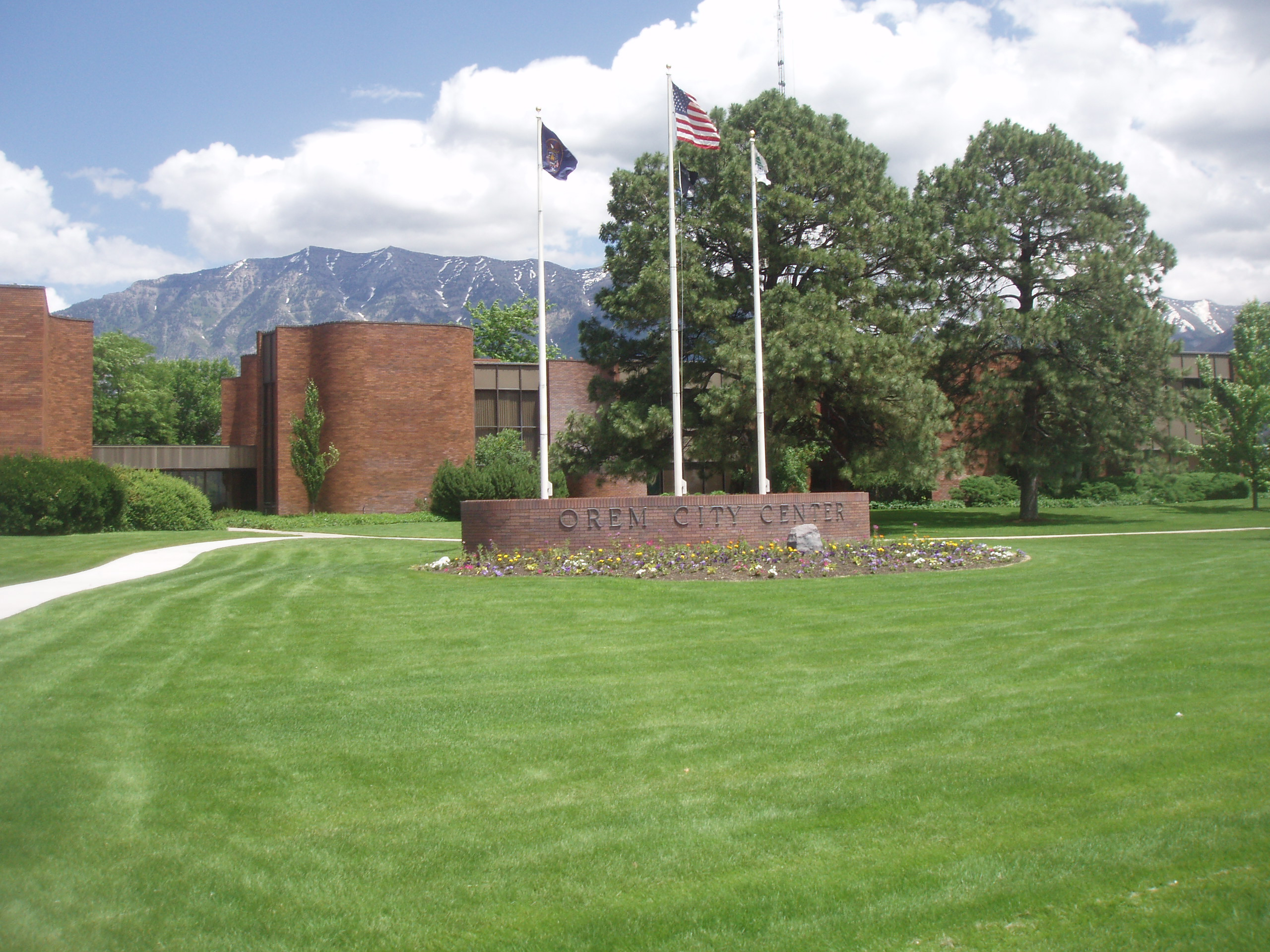

Згідно з переписом 2010 року, у місті мешкало 88 328 осіб у 25 816 домогосподарствах у складі 20 363 родин. Густота населення становила 1864 особи/км².  Було 26970 помешкань (569/км²).
Расовий склад населення:
| - 84,5 % — білих - 1,9 % — азіатів - 1,0 % — вихідців з тихоокеанських островів - 0,9 % — корінних американців - 0,7 % — чорних або афроамериканців - 7,8 % — осіб інших рас |

До двох чи більше рас належало 3,2 %. Частка іспаномовних становила 16,1 % від усіх жителів.
За віковим діапазоном населення розподілялося таким чином: 30,9 % — особи молодші 18 років, 60,8 % — особи у віці 18—64 років, 8,3 % — особи у віці 65 років та старші. Медіана віку мешканця становила 26,2 року. На 100 осіб жіночої статі у місті припадало 99,6 чоловіків;  на 100 жінок у віці від 18 років та старших — 97,2 чоловіків також старших 18 років.
Середній дохід на одне домашнє господарство  становив 71 047 доларів США (медіана — 55 166), а середній дохід на одну сім'ю — 77 145 доларів (медіана — 60 355). Медіана доходів становила 43 254 долари для чоловіків та 32 368 доларів для жінок. За межею бідності перебувало 16,9 % осіб, у тому числі 20,9 % дітей у віці до 18 років та 6,0 % осіб у віці 65 років та старших.
Цивільне працевлаштоване населення становило 41 572 особи. Основні галузі зайнятості: освіта, охорона здоров'я та соціальна допомога — 27,5 %, науковці, спеціалісти, менеджери — 16,5 %, роздрібна торгівля — 13,4 %.